# Parahancornia krukovii
Parahancornia krukovii är en oleanderväxtart som beskrevs av Monachino. Parahancornia krukovii ingår i släktet Parahancornia och familjen oleanderväxter. Inga underarter finns listade i Catalogue of Life.